# Andreas Maier
Andreas Maier (* 1. září 1967, Bad Nauheim) je německý spisovatel.

## Život
Andreas Maier pochází z hesenského Bad Nauheimu, vyrůstal však v nedalekém Friedbergu. Vystudoval klasickou filologie, germanistiku a filosofii ve Frankfurtu nad Mohanem. Ve své dizertaci nazvané Die Verführung. Die Prosa Thomas Bernhards (Svádění. Próza Thomase Bernharda) se zabýval dílem rakouského prozaika a dramatika Thomase Bernharda, jehož stylem je zejména ve své rané tvorbě silně ovlivněn.
Žije ve Frankfurtu nad Mohanem.

## Dílo
Knižně debutoval Maier roku 2000 románem Wäldchestag, za nějž získal hned několik literárních cen.
Dlouhodobě pracuje na jedenáctidílné rodinné sáze pracovně nazvané Ortsumgehung (Místní obchvat), jejíž součástí jsou romány Das Zimmer (Pokoj), Das Haus (Dům), Die Straße (Ulice) a Der Ort (Obec). Děj ságy se odehrává v autorově rodném kraji Wetterau a blízkém Frankfurtu nad Mohanem a Maier se z velké části nechává inspirovat vlastními zážitky z dětství a členy své rodiny.

## Přehled děl
- Wäldchestag (2000)
- Klausen (2002)
- Kirillow (2005)
- Bullau. Versuch über Natur (2006) - společně s Christine Büchnerovou
- Ich. Frankfurter Poetikvorlesungen (Já. Frankfurtské přednášky o poetice, 2006)
- Sanssouci (2009)
- Onkel J.: Heimatkunde (Strýc J.: Vlastivěda, 2010)
- Rodinná sága Ortsumgehung (Místní obchvat, 2010 - souč.)
  - Pokoj (Das Zimmer, 2010), přel. Milan Tvrdík, Archa, Zlín 2013, ISBN 978-80-87545-20-1
  - Das Haus (Dům, 2011)
  - Die Straße (Ulice, 2013)
  - Der Ort (Obec, 2015)
  - Der Kreis (Okres, 2016)
  - Die Universität (Univerzita, 2018)
  - Die Familie (Rodina, 2019)
  - Die Städte (Města, 2021)
- Mein Jahr ohne Udo Jürgens (Můj rok bez Uda Jürgense, 2015)
- Was wir waren. Kolumnen (Kým jsme byli. Sloupky, 2018)